# Rash!!
Pour les articles homonymes, voir Rash.
Rash!! est un manga de Tsukasa Hōjō. Il a été prépublié entre 1994 et 1995 dans le magazine Weekly Shōnen Jump de l'éditeur Shūeisha et a été compilé en un total de deux volumes. La version française a dans un premier temps été publiée par Tonkam, puis par Ki-oon en février 2014. Panini Comics a annoncé la parution d'une nouvelle édition, dix ans plus tard, en février 2024.

## Synopsis
Yûki Asaka, après avoir terminé sa formation de médecin, revient à son village natal, où elle va prendre la succession de sa grand-mère comme médecin de la prison Ootsuki. Cependant elle attire toujours les ennuis, et rend la vie impossible à Tatsumi, son ami d'enfance, policier...

## Liste de volumes
| no                                                                   | Japonais       | Japonais      | Français        | Français          |
| no                                                                   | Date de sortie | ISBN          | Date de sortie  | ISBN              |
| -------------------------------------------------------------------- | -------------- | ------------- | --------------- | ----------------- |
| 1                                                                    | 8 février 1995 | 4-08-871777-5 | 13 février 2014 | 978-2-35592-550-4 |
| Première édition par Tonkam : 24 mars 1999, (ISBN 978-2-912628-54-1) |                |               |                 |                   |
| 2                                                                    | 16 mai 1995    | 4-08-871778-3 | 10 avril 2014   | 978-2-35592-614-3 |
| Première édition par Tonkam : 19 mai 1999, (ISBN 978-2-912628-55-8)  |                |               |                 |                   |

## Critiques
Ce manga n'eut pas le succès escompté lors de sa publication, sans doute par la trop grande proximité avec City Hunter (Yûki semblant être la fille naturelle de Ryo et de Kaori). L'auteur dut le terminer au bout de deux volumes alors qu'il est flagrant que l'intrigue était prévue pour être nettement plus longue. On peut considérer Rash!! comme le seul échec dans la longue carrière du mangaka.